# Sympagurus acinops
Sympagurus acinops is een tienpotigensoort uit de familie van de Parapaguridae. De wetenschappelijke naam van de soort is voor het eerst geldig gepubliceerd in 1989 door Lemaitre.